# Wiktor Onopko
Wiktor Saweljewicz Onopko (ros. Виктор Савельевич Онопко, ukr. Віктор Савелійович Онопко, Wiktor Sawelijowicz Onopko; ur. 14 października 1969 w Ługańsku) – rosyjski piłkarz pochodzenia ukraińskiego, grający na pozycji obrońcy. Przyjął obywatelstwo rosyjskie.

## Kariera piłkarska

### Kariera klubowa
Wychowanek Szkoły Piłkarskiej Stachanowca Stachanow, w którym rozpoczął klubową karierę w 1986 r., grał dla Szachtara Donieck, Dynama Kijów (rezerwy), Spartaka Moskwa, hiszpańskich zespołów: Real Oviedo i Rayo Vallecano. Następnie wrócił do Rosji do Ałanii Władykaukaz. Ostatnim klubem tego zawodnika był Saturn Ramienskoje, gdzie – wraz z końcem sezonu 2005 – zakończył piłkarską karierę.

### Kariera reprezentacyjna
Chociaż Onopko mógł wybrać reprezentację Ukrainy, to jednak zdecydował się na Rosję, dla której zagrał 109 meczów (plus cztery dla Wspólnoty Niepodległych Państw, po raz pierwszy w 1992 r., występował w Mistrzostwach Świata 1994 oraz 2002, jak również na Euro 1996. Został wybierany piłkarzem roku w Rosji w latach 1992 i 1993.

## Odznaczenia i nagrody
- Order „Za zasługi dla Ojczyzny” IV klasy
- Order Honoru (1995)